# Zapasy na Letnich Igrzyskach Olimpijskich 1932 – kategoria do 66 kg w stylu klasycznym
Zmagania mężczyzn do 66 kg to jedna z siedmiu męskich konkurencji w zapasach w stylu klasycznym rozgrywanych podczas Letnich Igrzysk Olimpijskich 1932. Pojedynki w tej kategorii wagowej odbyły się w dniach 4 – 7 sierpnia.

## Klasyfikacja[1]
| Pos. | Zawodnik          | Kraj      |
| ---- | ----------------- | --------- |
| 1    | Erik Malmberg     | Szwecja   |
| 2    | Abraham Kurland   | Dania     |
| 3    | Eduard Sperling   | Niemcy    |
| 4    | Aarne Reini       | Finlandia |
| 4    | Yoneichi Miyazaki | Japonia   |
| 6    | Silvio Tozzi      | Włochy    |

## Zasady[2]
Punktacja opierała się na systemie "złych punktów karnych". Zwycięzca otrzymywał zero punktów za wygraną przez "tusz" (łopatki), a jeden za zwycięstwo decyzją trzech sędziów. Za porażkę na punkty zawodnik otrzymywał trzy punkty. Uzyskanie pięciu lub więcej punktów eliminowało zapaśnika z turnieju.   

## Wyniki

### Pierwsza runda[3]
| Zwycięzca       | Punkty karne | Wynik     | Przegrany         | Punkty karne |
| --------------- | ------------ | --------- | ----------------- | ------------ |
| Erik Malmberg   | 1            | Na punkty | Eduard Sperling   | 3            |
| Aarne Reini     | 0            | Łopatki   | Silvio Tozzi      | 3            |
| Abraham Kurland | 0            | Łopatki   | Yoneichi Miyazaki | 3            |

### Druga runda[4]
Silvio Tozzi wycofał się z turnieju.
| Zwycięzca         | Punkty karne | Wynik     | Przegrany       | Punkty karne |
| ----------------- | ------------ | --------- | --------------- | ------------ |
| Erik Malmberg     | 2            | Na punkty | Aarne Reini     | 3            |
| Eduard Sperling   | 4            | Na punkty | Abraham Kurland | 3            |
| Yoneichi Miyazaki | 3            | -         | Bez walki       |              |

### Trzecia runda[5]
| Zwycięzca       | Punkty karne | Wynik     | Przegrany         | Punkty karne |
| --------------- | ------------ | --------- | ----------------- | ------------ |
| Erik Malmberg   | 2            | Łopatki   | Yoneichi Miyazaki | 6            |
| Eduard Sperling | 5            | Na punkty | Aarne Reini       | 6            |
| Abraham Kurland | 3            | -         | Bez walki         |              |

### Finały[6]
| Zwycięzca     | Punkty karne | Wynik     | Przegrany       | Punkty karne |
| ------------- | ------------ | --------- | --------------- | ------------ |
| Erik Malmberg | 3            | Na punkty | Abraham Kurland | 6            |